# David Emma
David Anaclethe „Dave“ Emma (* 14. Januar 1969 in Cranston, Rhode Island) ist ein ehemaliger US-amerikanischer Eishockeyspieler, der im Verlauf seiner aktiven Karriere zwischen 1987 und 2001 unter anderem 34 Spiele für die New Jersey Devils, Boston Bruins und Florida Panthers in der National Hockey League auf der Position des rechten Flügelstürmers bestritten hat. Emma, der unter anderem den Hobey Baker Memorial Award und die österreichische Meisterschaft gewann, spielte jedoch hauptsächlich in der American Hockey League.

## Karriere
Emma verbrachte zwischen 1987 und 1991 eine überaus erfolgreiche Juniorenkarriere am Boston College, nachdem er während seiner Highschool-Zeit an der Bishop Hendricken High School in Warwick gespielt hatte. Gleich in seinem ersten Collegejahr, ab dem er parallel zu seinem Studium für die Eishockey-Universitätsmannschaft in der Hockey East, einer Division im Spielbetrieb der National Collegiate Athletic Association, aufs Eis ging, schaffte es der Flügelstürmer ins All-Rookie-Team der Division gewählt zu werden. Im folgenden Jahr besetzte er eine Position im Second All-Star-Team. Nachdem Emma im Sommer 1989 im NHL Entry Draft 1989 in der sechsten Runde an 110. Stelle von den New Jersey Devils aus der National Hockey League ausgewählt worden war und sich von 32 auf 51 und in seinem dritten Jahr schließlich auf 72 Scorerpunkte gesteigert hatte, führte er die Mannschaft im Frühjahr 1990 zum Gewinn der Hockey East. Darüber hinaus erhielt er Nominierungen für das All-Academic-Team der Hockey East sowie das East First All-American-Team der NCAA. Zudem war der Angreifer einer der zehn Spieler in der Endauswahl für den Hobey Baker Memorial Award, mit dem der beste Collegespieler des Landes ausgezeichnet wurde. Diesen gewann er am Ende seines letzten Universitätsjahres im Frühjahr 1991, in dem er zahlreiche weitere Auszeichnungen erhielt; er hatte dafür in 39 Spielen 81 Punkte erzielt. Damit schloss der Stürmer seine Collegekarriere mit 239 Punkten in 147 Einsätzen ab.
Nach Beendigung seines Studiums wechselte Emma nicht umgehend in den Profibereich, sondern ließ sich stattdessen vom US-amerikanischen Eishockeyverband USA Hockey verpflichten. Mit seinem Amateurstatus war er berechtigt an den Olympischen Winterspielen 1992 im französischen Albertville teilzunehmen. Somit bereitete er sich in der Saison 1991/92 zunächst auf das olympische Eishockeyturnier vor, ehe er im Anschluss an Olympia von den New Jersey Devils verpflichtet wurde. Diese setzten den 23-Jährigen zunächst in ihrem Farmteam, den Utica Devils, in der American Hockey League ein. Auch in der Spielzeit 1992/93 kam Emma hauptsächlich für Utica in der AHL zum Einsatz, allerdings debütierte er auch für New Jersey in der NHL, wo er zwei Begegnungen absolvierte. Auch in den folgenden beiden Jahren gelang dem hoch veranlagten Offensivspieler der Durchbruch in der NHL und er spielte weiterhin in der AHL – mittlerweile für New Jerseys neuen Kooperationspartner, die Albany River Rats. Dabei verbrachte er in der Saison 1993/94 zwar einen längeren Zeitraum in der National Hockey League, konnte aber keinen bleibenden Eindruck hinterlassen und absolvierte im Folgespieljahr insgesamt nur sieben Spiele in NHL und AHL zusammen.
Ohne konkrete Angebote aus der NHL entschied Emma vor der Saison 1995/96 bei den Detroit Vipers aus der International Hockey League anzuheuern. Dort konnte der US-Amerikaner im Verlauf der Spielzeit mit 69 Punkten in 90 Einsätzen auf sich aufmerksam machen, sodass er im August 1996 als Free Agent von den Boston Bruins aus der NHL verpflichtet wurde. Wie schon in New Jersey gelang dem einstigen College-Star aber erneut nicht der Durchbruch und er verbrachte das Spieljahr weiterhin in den Minor Leagues bei den Providence Bruins und Phoenix Roadrunners.
Um seiner Karriere noch einmal Schwung zu verleihen, entschied sich Emma im Sommer 1997 zu einem Wechsel ins Ausland. Er schloss sich dem EC KAC aus der Österreichischen Bundesliga, mit dem er in den folgenden drei Spieljahren neben der heimischen Liga auch in der Alpenliga bzw. deren Nachfolger, der Interliga, aktiv war. Im Trikot des österreichischen Traditionsklubs avancierte der Flügelspieler neben Dmitri Kwartalnow und Stefan Nilsson schnell zum Leistungsträger. Nach zwei Vizemeisterschaften in den Jahren 1998 und 1999 krönte er sein dreijähriges Engagement in Klagenfurt am Wörthersee am Ende der Saison 1999/2000 mit dem Doublegewinn aus österreichischer Meisterschaft und Interliga.
Emmas Leistungen im Ausland waren auch den heimischen Teams nicht verborgen geblieben, und so nahmen die Florida Panthers aus der NHL den mittlerweile 31-Jährigen im August 2000 unter Vertrag. Es gelang ihm abermals nicht, einen Stammplatz im NHL-Aufgebot zu erhalten, sodass er sich erneut in der AHL wiederfand. Dort lief er für die Louisville Panthers auf, und nachdem er im März 2001 im Tausch für Rémi Royer an die Washington Capitals abgegeben wurde, für die Portland Pirates. In der NHL kam er auf lediglich sechs Einsätze für Florida in dieser Saison. Nach dieser erneuten Enttäuschung kehrte Emma wieder nach Europa zurück. Diesmal schloss er sich den Nürnberg Ice Tigers aus der Deutschen Eishockey Liga an. Aufgrund einer im August 2001 erlittenen Rückenverletzung in der Vorbereitung auf die Spielzeit bestritt der US-Amerikaner kein einziges Spiel für Nürnberg und gab Ende Juli 2002 seinen Rückzug vom aktiven Sport bekannt.

### International
Für sein Heimatland nahm Emma im Juniorenbereich an den Junioren-Weltmeisterschaften 1988 in Moskau und 1989 im heimischen Anchorage im Bundesstaat Alaska teil. Dabei belegte er mit den US-Boys den sechsten und fünften Rang, wobei er nach einem punktlosen Premierenturnier bei seiner zweiten Weltmeisterschaft in sechs Einsätzen insgesamt acht Punkte erzielte und damit fünftbester Akteur seines Teams war.
Im Seniorenbereich debütierte der Angreifer bei der Weltmeisterschaft 1991 in Finnland im Trikot der US-amerikanischen Nationalmannschaft. Dort wusste er obgleich nur eines Tores in zehn Spielen und des vierten Platzes im Endklassement derart zu überzeugen, dass er aufgrund seines Amateurstatus im erweiterten Aufgebot für die Olympischen Winterspiele 1992 im französischen Albertville stand. Nachdem er die Saison 1991/92 im Verband verbracht hatte, gehörte er schließlich zum US-amerikanischen Olympiakader. Im Rahmen des Turniers erreichten die US-Amerikaner abermals den vierten Platz.
Seine letzten Spiele im US-Trikot absolvierte Emma bei der Weltmeisterschaft 1999 in Norwegen, nachdem er im November des Vorjahres bereits die erfolgreiche Qualifikation zu selbiger bestritten hatte. In Kombination kam er auf neun Einsätze und sechs Scorerpunkte.

## Erfolge und Auszeichnungen
| - 1988 Hockey East All-Rookie Team - 1989 Hockey East Second All-Star Team - 1990 Lamoriello-Trophy-Gewinn mit dem Boston College - 1990 Hockey East All-Academic Team - 1990 NCAA East First All-American Team - 1991 Hockey East All-Academic Team - 1991 Hockey East First All-Star Team | - 1991 Hockey East Player of the Year - 1991 NCAA East First All-American Team - 1991 Hobey Baker Memorial Award - 1998 Österreichischer Vizemeister mit dem EC KAC - 1999 Österreichischer Vizemeister mit dem EC KAC - 2000 Österreichischer Meister mit dem EC KAC - 2000 Interliga-Gewinn mit dem EC KAC |

## Karrierestatistik

### International
Vertrat die USA bei:
| - Junioren-Weltmeisterschaft 1988 - Junioren-Weltmeisterschaft 1989 - Weltmeisterschaft 1991 | - Olympischen Winterspielen 1992 - Weltmeisterschaftsqualifikation 1998 - Weltmeisterschaft 1999 |

(Legende zur Spielerstatistik: Sp oder GP = absolvierte Spiele; T oder G = erzielte Tore; V oder A = erzielte Assists; Pkt oder Pts = erzielte Scorerpunkte; SM oder PIM = erhaltene Strafminuten; +/− = Plus/Minus-Bilanz; PP = erzielte Überzahltore; SH = erzielte Unterzahltore; GW = erzielte Siegtore; 1 Play-downs/Relegation; Kursiv: Statistik nicht vollständig)